# Cebrero
Cebrero (llamada oficialmente Santa María do Cebreiro) es una parroquia y una aldea española del municipio de Piedrafita, en la provincia de Lugo, Galicia.

## Otras denominaciones
La parroquia también es conocida por los nombres de El Cebrero y Santa María de Cebrero.

## Geografía
El municipio es atravesado por la carretera provincial  LU-633  que une Piedrafita del Cebrero con Sarria, y es el primer municipio gallego del Camino de Santiago Francés. 

## Historia
En los años posteriores al descubrimiento de la tumba del Apóstol Santiago se fundó este enclave en una hospedería que daba albergue a los peregrinos del Camino Francés. La fecha de la creación de este mesón-santuario probablemente ronde el año 863. Antes de su fundación posiblemente era un poblado de gente dedicada al pastoreo.
El rey Alfonso VI de León, simpatizante de la Orden de Cluny, que es una reforma de la Orden Benedictina, decide poner en manos de las abadías francesas los principales lugares de la ruta jacobea. Por esto, la administración del Cebrero pasa a depender de los monjes de la Abadía de Saint-Geráud, de la ciudad francesa de Aurillac, que fundan un monasterio, el de Santa María del Cebrero,  en el lugar en el siglo IX, motivo por el cual la hospedería se llama San Giraldo de Aurillac. En los años siguientes, el Cebrero es objeto de muchos privilegios por parte de la corona, como la donación de tierras o la exención de pago de  tributos, por lo que se convierte en la localidad más importante de la Comarca durante la Edad Media.
En 1486 los Reyes Católicos inician una visita a Santiago de Compostela; a su regreso, los monarcas pasan por El Cebrero y escuchan el relato del milagro eucarístico que allí decían que había sucedido y regalan al templo dos redomas de cristal para conservar las reliquias. Posteriormente, con la reforma de las órdenes religiosas españolas, y en un intento de impedir cualquier influencia de una casa extranjera en tierras españolas, los Reyes Católicos ceden la dirección de la zona al monasterio para que la convierta en su priorato.
El Cebrero mantuvo su auge hasta el siglo XVI, cuando empieza la decadencia del priorato, que culminará en el siglo XIX con la Desamortización de Mendizábal, produciendo la marcha de los monjes del monasterio.

## Organización territorial
La parroquia está formada por nueve entidades de población, constando ocho de ellas en el nomenclátor del Instituto Nacional de Estadística español:
- Barxamaior
- Cebreiro (O Cebreiro)
- Fonteferreira
- Fontevedra
- Foxos
- Lagua (A Lagúa)
- Moeda (A Moeda)
- Pedriña (A Pedriña)
- A Pena da Seara

## Demografía

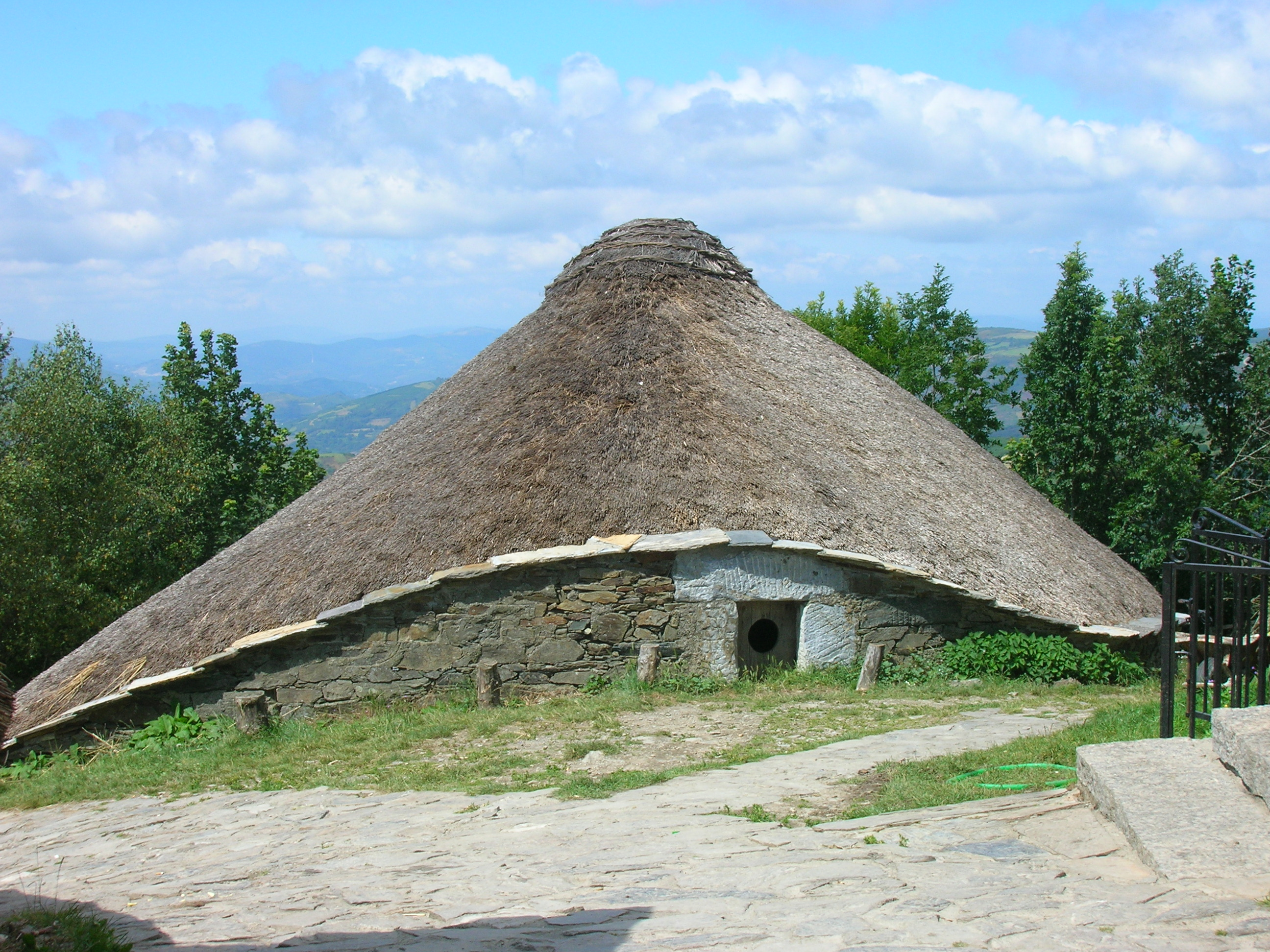
Una de las pallozas del parque etnográfico de Cebrero.

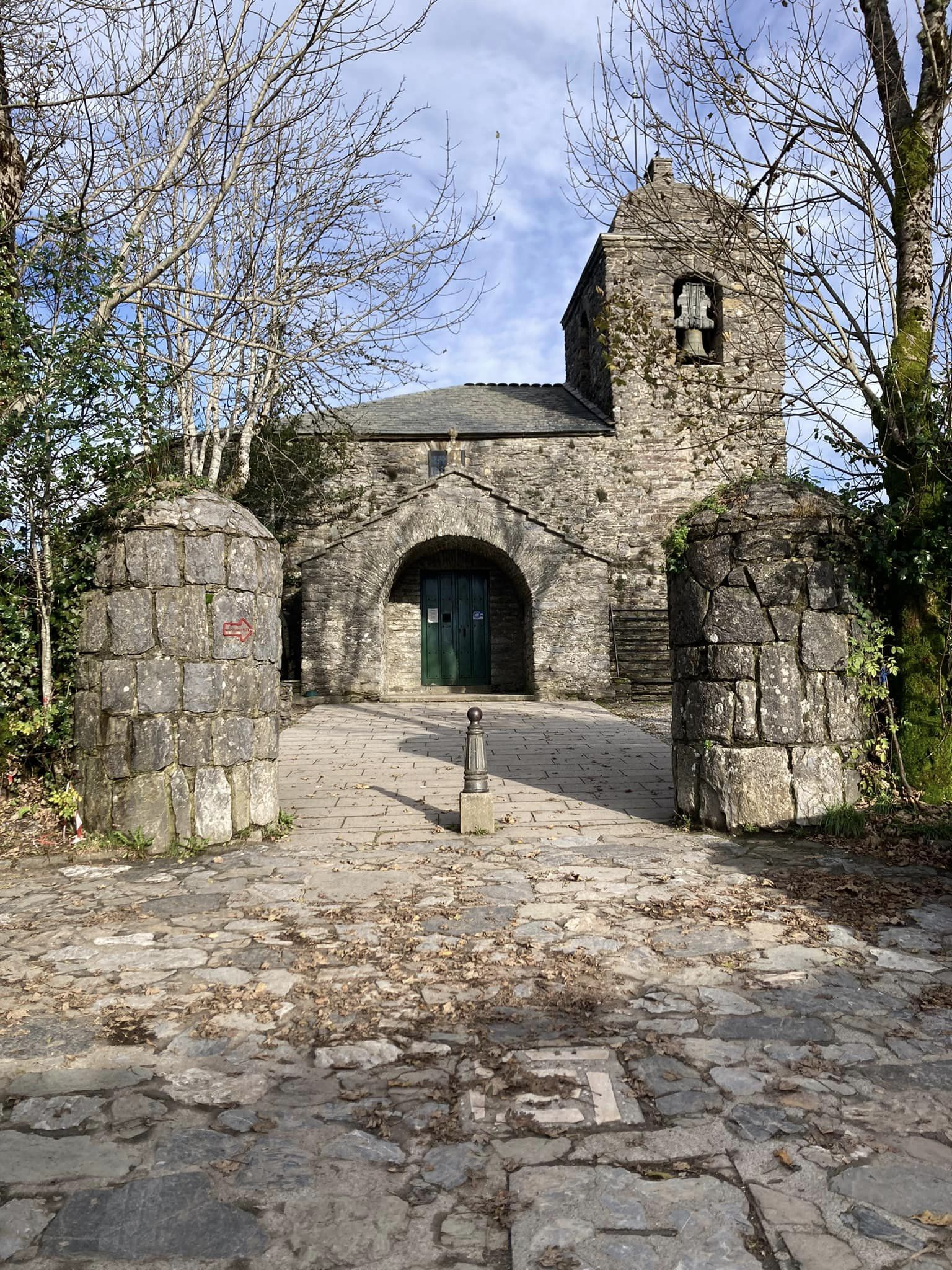
Iglesia de Santa María la Real.

### Parroquia
| Gráfica de evolución demográfica de Cebrero (parroquia) entre 2000 y 2020 |
|                                                                           |
| Datos según el nomenclátor publicado por el INE.                          |

### Aldea
| Gráfica de evolución demográfica de Cebreiro (aldea) entre 2000 y 2020 |
|                                                                        |
| Datos según el nomenclátor publicado por el INE.                       |

## Patrimonio monumental y etnográfico

### Parque etnográfico
Cuenta con un conjunto de cuatro ejemplos restaurados de la tradicional palloza, edificaciones características de la cultura prerromana que todavía se conserva en otros numerosos puntos de la región natural de Los Ancares. Tres de ellas han sido musealizadas, dos son visitables y otra empleada como almacén. En sus interiores se exponen  muebles, útiles para el trabajo textil, para los trabajos agrícola y ganadero y los empleados en la vida cotidiana en esta comarca lucense. El museo es de titularidad estatal y gestionado por la Junta de Galicia.

### Iglesia de Santa María

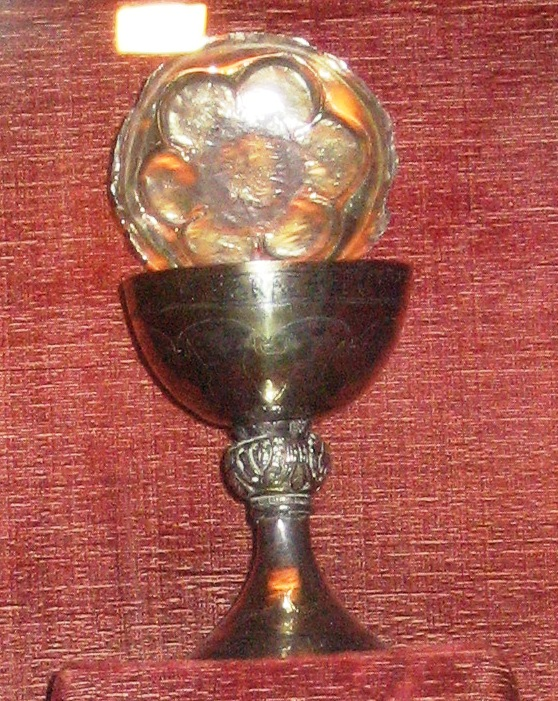
Cáliz y patena de Cebrero.

Es la primera iglesia en suelo gallego del Camino de Santiago Francés. De arquitectura prerrománica, su construcción se remonta al año 872 (siglo IX). Una de las referencias más antiguas está fechada en el año 1072, cuando el templo pasó a depender de los monjes benedictinos franceses. Conserva el cáliz con el que se habría producido un conocido milagro en el siglo XV; en la capilla se encuentran los mausoleos de los protagonistas de la leyenda, junto a una talla de la Virgen del siglo XII.

### Leyenda medieval
El hecho que dio fama europea a esta localidad fue el famoso Milagro de la Eucaristía, o Leyenda del Santo Grial de Galicia. Por el año 1300 un hombre, Juan Santín, que vivía en un pueblo que distaba media legua de la iglesia de El Cebrero, la aldea de Barxamaior, era tan devoto que no cesaba de ir a misa por la lluvia, el viento o el frío. Un día se desató una furiosa tormenta y el sacerdote de la Iglesia pensó que ningún fiel acudiría y por entrar solamente este fiel, para burlarse de él exclamó "¡Cuál viene este otro con una grande tempestad y tan fatigado a ver un poco de pan y de vino!" y dijo que su presencia "no había merecido la pena". Dios, entonces, para castigar la falta de fe y caridad del cura, cuando estaba consagrando el pan y el vino, realizó el milagro de convertir la hostia y el vino en carne y sangre.